# Banja Luka-Beograd I 2012
Il Banja Luka-Beograd I 2012, sesta edizione della corsa, valido come evento del circuito UCI Europe Tour 2012, fu disputato il 21 aprile 2012 su un percorso totale di 196 km. Fu vinto dallo sloveno Marko Kump, che arrivò al traguardo con il tempo di 3h55'55" alla media di 49,637 km/h.
127 ciclisti portarono a termine il percorso.

## Ordine d'arrivo (Top 10)
| Pos. | Corridore          | Squadra     | Tempo    |
| ---- | ------------------ | ----------- | -------- |
| 1    | Marko Kump         | Adria Mobil | 3h55'55" |
| 2    | Luka Mezgec        | Sava        | s.t.     |
| 3    | Robert Jenko       | Wallonie    | s.t.     |
| 4    | Žolt Der           | Serbia      | s.t.     |
| 5    | Radoslav Rogina    | Adria Mobil | s.t.     |
| 6    | Gernot Auer        | WSA         | s.t.     |
| 7    | Werner Riebenbauer | RC ARBÖ     | s.t.     |
| 8    | Ioannis Tamouridis | Tableware   | s.t.     |
| 9    | Adam Wadecki       | BDC-Marcpol | s.t.     |
| 10   | Krisztian Lovassy  | Tusnad      | s.t.     |